# Apolysis gobiensis
Apolysis gobiensis är en tvåvingeart som först beskrevs av Zaitzev 1975.  Apolysis gobiensis ingår i släktet Apolysis och familjen svävflugor.
Artens utbredningsområde är Mongoliet. Inga underarter finns listade i Catalogue of Life.